# Kantai Collection
Kantai Collection (jap. 艦隊これくしょん Kantai Korekushon), w skrócie KanColle (jap. 艦これ KanKore) – przeglądarkowa gra karciana typu free-to-play stworzona przez japońskie studio Kadokawa Games. Jej premiera w Japonii odbyła się 23 kwietnia 2013 roku. W 2015 roku gra miała ponad 3 mln zarejestrowanych graczy. Produkcja była początkowo tworzona w technologii Adobe Flash, jednak w 2018 roku zastąpiono ją wersją opartą na HTML5.
W 2015 roku emitowany był telewizyjny serial anime bazujący na grze, a rok później premierę miał film animowany będący kontynuacją serialu. W 2016 roku Kadokawa Games wydało grę KanColle Kai na konsolę PlayStation Vita, która w tygodniu swojego wydania osiągnęła sprzedaż 140 tys. kopii.

## Rozgrywka
Kantai Collection jest bitewną grą karcianą, w której poszczególne postacie są reprezentowane przez karty z różnymi atrybutami. Wszystkie bohaterki są antropomorfizacjami okrętów z okresu II wojny światowej, przestawionymi jako bishōjo („piękne dziewczyny”), nazywane kanmusu (jap. 艦娘 „dziewczyny-okręty”). Jednostki te oparte są na prawdziwych okrętach, które zostały opisane w grze, a cechy fizyczne, wygląd i osobowość dziewcząt związane są w jakiś sposób z właściwościami ich prawdziwych odpowiedników. Podobna zależność występuje w przypadku atrybutów postaci (m.in. „siła ognia”, „opancerzenie”, „szczęście”), które zależą od klasy okrętu oraz historycznego przebiegu jego służby (na przykład jednostka, która jako jedna z nielicznych przetrwała dużą bitwę morską, może mieć wyższy początkowy atrybut „szczęścia”). Gracz wciela się w rolę admirała (jap. 提督 teitoku) i dowodzi swoją flotą w bitwach morskich. Walka jest w dużym stopniu zautomatyzowana, a rola gracza ogranicza się do takich zadań jak eksploracja świata, gromadzenie surowców, budowa nowych jednostek i naprawa uszkodzonych.